# ひだ舟山スノーリゾートアルコピア
ひだ舟山スノーリゾートアルコピア（ひだふなやまスノーリゾートアルコピア）は、岐阜県高山市久々野町無数河にあったスキー場である。2023年（令和5年）3月12日に廃止されたが、同年12月16日に再開した。

## 概要
飛騨高地の船山の北東面にある。1963年（昭和38年）に旧久々野町の町営スキー場として開設した。開設当時の名称は「舟山高原スキー場」で、1998年（平成10年）に開業35周年を機に名称を変更した。なお、高山市の条例では正式名称を飛騨舟山スノーリゾートアルコピアと規定している。名称の由来は、イタリア語で箱舟を意味する「ARK（アルク）」（船山に伝わる伝説から）、桃源郷を意味する「UTOPIA（ユートピア）」 で、それぞれの造語となっている。
高山市営のスキー場で、指定管理者（有限会社ひだ桃源郷、2022年時点）が運営している。
2017年度（平成29年度）の利用者数は29,766人だったが、最盛期の1990年度（平成2年度）は約4万5千人の利用者があった（日帰り客）。高山市は2022年度（令和4年度）での営業終了を決定し、2023年（令和5年）3月12日をもって営業を終了した。
跡地はキャンプ場などとして活用するが、地元の運営会社により高山市から施設の一部を譲り受け、「ひだ舟山リゾートアルコピア」として冬季は再びスキー場として利用される。

## コース・リフト

### コース
- 第1ゲレンデ（初級者向け）[2]
- 赤松コース（初級者向け）[2]
- 林間コース（初級者向け）[2]
- 第2ゲレンデ（中級者向け）[2]
- 白樺コース（中級者向け）[2]
- チャンピオンコース（上級者向け）[2]
- 宮様コース（上級者向け）[2]
- リーゼンコース（上級者向け）[2]

### リフト
- クワッドリフト - 2基[2]
- ペアリフト - 1基[2]
- シングルリフト - 1基[2]

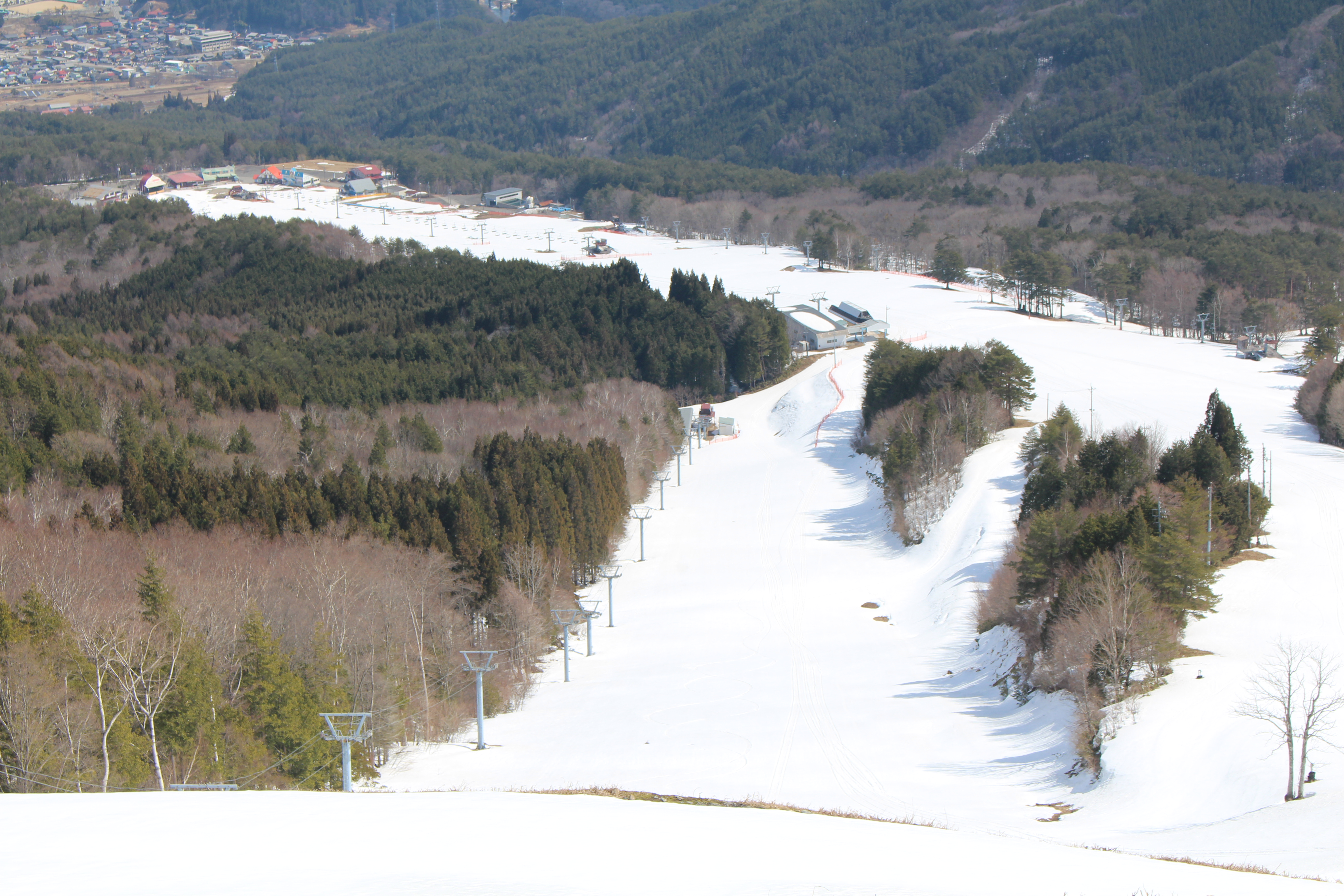
ゲレンデ
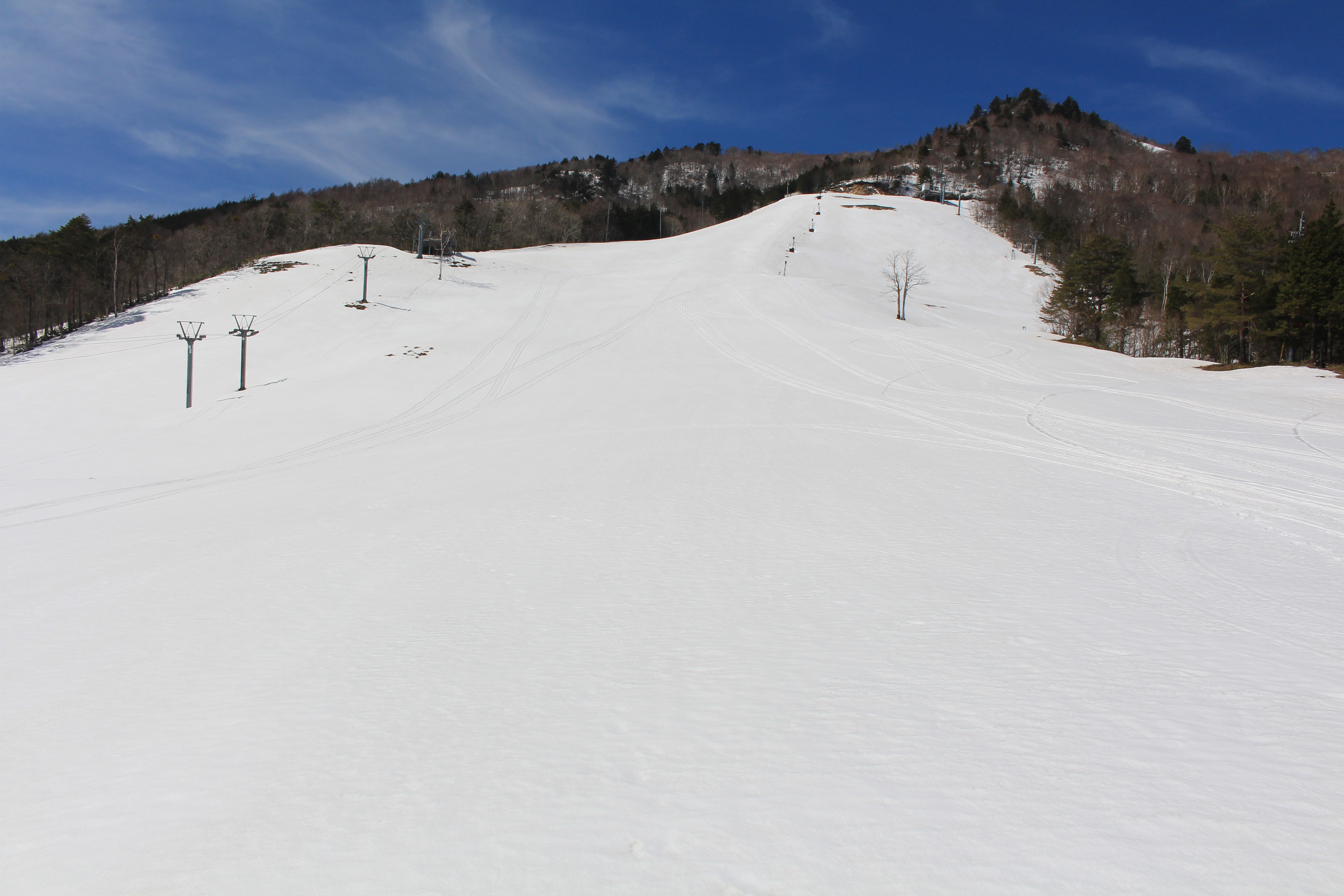
ゲレンデ上部
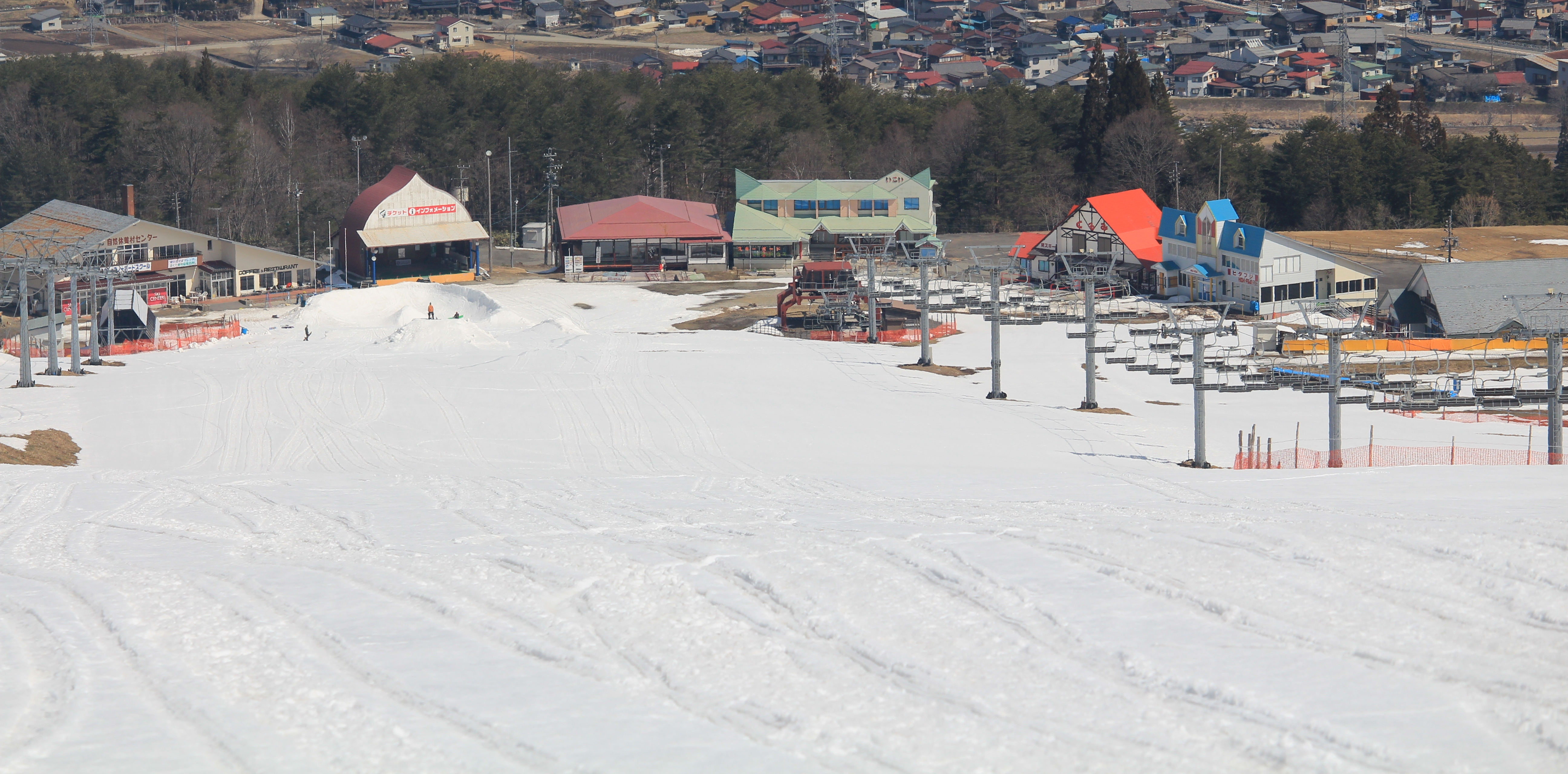
ゲレンデ下部

## その他の施設
- 駐車場：1200台（無料）[2]

## アクセス
自動車
- 中部縦貫自動車道（高山清見道路） 高山ICより約30分[2]。

公共交通機関
- 東海旅客鉄道（JR東海）高山本線 久々野駅よりタクシーで約15分[2]。